# Монтиль
Монти́ль (фр. Montils) — коммуна во Франции, находится в регионе Пуату — Шаранта. Департамент коммуны — Шаранта Приморская. Входит в состав кантона Пон. Округ коммуны — Сент.
Код INSEE коммуны — 17242.

## Население
Население коммуны на 2010 год составляло 766 человек.
| 1962 | 1968 | 1975 | 1982 | 1990 | 1999 | 2010 |
| ---- | ---- | ---- | ---- | ---- | ---- | ---- |
| 713  | 647  | 620  | 617  | 644  | 652  | 766  |